# HL만도
HL만도는 자동차 샤시부품을 전문으로 제조하는 코스피 상장기업이다. 자동차 샤시는 자동차를 움직이기 위한 동력원 및 동력 전달장치, 제동장치 등이 포함된 자동차의 핵심 부분이다.
2014년 9월 2일 지주회사인 "한라홀딩스"와 제조사업 부문인 "만도"로 분리되어 재상장되었다. 회사분할 전에는 만도가 코스피200 종목이었으나, 분할 후에는 만도는 제외되고 한라홀딩스가 코스피200에 편입되었다.

## 제품
만도가 생산하는 부품은 제동장치, 조향장치, 현가장치 등이다.
제동장치(Brake System)는 주행하는 자동차를 감속 또는 정지시키는 장치이며, 조향장치(Steering System)란 자동차의 진행방향을 운전자가 컨트롤하게 해주는 장치이다. 현가장치(Suspension)란 노면에서 받는 충격이 차체로 전달되지 않도록 해주는 완충장치이다.
최근에는 자동차 부품이 전자화됨에 따라 전자제어 방식의 제품을 주로 생산하고 있으며, ADAS의 매출 비중도 확대되고 있다.

## 회사
만도는 시가총액 2조 5천억원 규모의 대기업이며, 매년 5조원에서 6조원 사이의 매출을 내는 우량 기업이다(회사분할 전 기준). 국민연금공단이 가장 많이 보유한 종목 중 하나로 증시에서 잘 알려져 있었다.
매출은 대한민국, 중국, 미국에서 각각 3:1:1 가량의 비율로 나오고 있다.

## 기업분할 논란
만도는 2014년 들어 지주회사인 한라홀딩스와 사업회사인 만도로 분리하는 내용의 기업 분할을 추진해왔다. 그러나 2대주주인 국민연금은 회사의 사업분할이 주주가치를 훼손할 것이라며 반대했다.
국민연금 주식 의결권 행사 전문위원회는 '이번 사업분할 목적이 지배구조의 투명성을 강화하기 위한 지주회사 전환이라고 하지만 유상증자로 현금소진이 높은 상황에서 회사채 발행으로 조성한 자금을 사업분할에 활용하는 것은 주주가치를 훼손할 우려가 있다'고 반대 이유를 설명했다.
그러나 최대주주 우호 지분(한라 17.29%, 정몽원 회장 7.71%, 우리사주조합 2.47%)의 지지로 오랜 논란 끝에 기업분할안은 통과가 확정되었다. 2014년 10월 6일 지주회사는 한라홀딩스로, 제조부문은 만도로 나뉘어 재상장되었다.

## 연혁
- 1962년 주식회사 현대양행 창립
- 1979년 자동차부품 연 15만대 생산규모로 증설
- 1980년 만도기계(주)로 상호 변경
- 1984년 자동차부품 연 30만대 생산규모로 증설
- 1988년 5천만불 수출탑 수상(무역의 날 기념)
- 1989년 억불 수출탑 수상(무역의 날 기념)
- 1997년 GM사와 자동차 조향장치 6천 7백만불 규모의 공급계약 체결
- 1999년 ㈜만도로 新회사 출범
- 2008년 만도-독일헬라합작 만도헬라 일렉트로닉스 설립
- 2012년 닛산·GM에 5,500억 규모 수주
- 2014년 9월 2일 지주회사 체제로 전환.
- 2014년 10월 6일 한라홀딩스와 만도로 나뉘어 분할상장
- 2022년 (주)HL만도로 상호변경

## 참고 문헌
- 만도 홈페이지
- 다음 증권